# Internet Explorer 5
Internet Explorer 5 (сокращённо IE5) — пятая версия обозревателя от Microsoft, выпущенная в марте 1999 года.
В этой версии IE впервые поддерживал значительные части W3C DOM, а также обеспечивал улучшенную поддержку CSS. Поддержка письма справа налево (арабский язык и иврит), шрифта кегля агат, XML, XSL и возможность сохранения веб-страниц в формате веб-архива MHTML.
Он поставлялся как обозреватель по умолчанию в Windows 98 SE и Windows 2000, а также на дисках с Microsoft Office 2000. Также предлагался для Windows 3.1, Windows 95, Windows NT 4.0 и Windows 98.
Преемник IE5, обозреватель Internet Explorer 6 вышел в августе 2001 года.

## Internet Explorer 5.5
Браузер Internet Explorer 5.5 вышел в июле 2000 года. Из главных его особенностей — улучшенный предпросмотр страниц для печати, улучшенная поддержка CSS и HTML и интерфейс программирования. Поставлялся как браузер по умолчанию в Windows Me; также предлагался для Windows 95, Windows NT 4.0, Windows 98, Windows 98 SE и Windows 2000.